# Кула (Источна Илиџа)
Кула је градска четврт и мјесна заједница у општини Источна Илиџа, град Источно Сарајево, Република Српска, Босна и Херцеговина. У Кули се налази истоимени казнено поправни дом и мали зоолошки врт.
Овде се налази Црква Нерукотвореног образа Христовог на Кули.